# Stoedentsjeskaja
Stoedentsjeskaja (Russisch: Студенческая) is een station van de metro van Novosibirsk. Het station maakt deel uit van de Leninskaja-lijn en werd geopend op 28 december 1985 als het op een na zuidelijkste station van het eerste metrotracé in de stad. Het metrostation bevindt zich in het zuiden van Novosibirsk.